# (La comparsita) La paloma
(La comparsita) La paloma is een single van Piet Veerman uit 1994.
De A-kant bestaat uit de composities La cumparsita (ook La comparsita) van de Uruguayaanse componist Gerardo Matos Rodríguez en La paloma van de Spaanse componist Sebastián Iradier.
Op de B-kant staat eveneens een combinatie van composities, namelijk Angel eyes, Voy a ser en Cheek to cheek. Al deze nummers staan ook op zijn album My heart and soul (Mi corazon y alma) (1994) waarop een variatie staat van met name Spaanstalige en Engelstalige nummers. Ook verscheen het later nog op zijn verzamelalbum Sailin' home (Het beste van Piet Veerman) (1996).

## Hitlijsten
De single bereikte beide Nederlandse hitlijsten. Verder kwam het in 2013 op nummer 812 terecht van de Volendammer Top 1000.

### Nederlandse Top 40
| Hitnotering: 24-09-1994 t/m 29-10-1994 | Hitnotering: 24-09-1994 t/m 29-10-1994 | Hitnotering: 24-09-1994 t/m 29-10-1994 | Hitnotering: 24-09-1994 t/m 29-10-1994 | Hitnotering: 24-09-1994 t/m 29-10-1994 | Hitnotering: 24-09-1994 t/m 29-10-1994 | Hitnotering: 24-09-1994 t/m 29-10-1994 | Hitnotering: 24-09-1994 t/m 29-10-1994 |
| Week:                                  | 1                                      | 2                                      | 3                                      | 4                                      | 5                                      | 6                                      |                                        |
| -------------------------------------- | -------------------------------------- | -------------------------------------- | -------------------------------------- | -------------------------------------- | -------------------------------------- | -------------------------------------- | -------------------------------------- |
| Positie:                               | 35                                     | 30                                     | 27                                     | 25                                     | 30                                     | 37                                     | uit                                    |

### NederlandseNationale Hitparade
| Hitnotering: 1-10-1994 t/m 5-11-1994 | Hitnotering: 1-10-1994 t/m 5-11-1994 | Hitnotering: 1-10-1994 t/m 5-11-1994 | Hitnotering: 1-10-1994 t/m 5-11-1994 | Hitnotering: 1-10-1994 t/m 5-11-1994 | Hitnotering: 1-10-1994 t/m 5-11-1994 | Hitnotering: 1-10-1994 t/m 5-11-1994 | Hitnotering: 1-10-1994 t/m 5-11-1994 |
| Week:                                | 1                                    | 2                                    | 3                                    | 4                                    | 5                                    | 6                                    |                                      |
| ------------------------------------ | ------------------------------------ | ------------------------------------ | ------------------------------------ | ------------------------------------ | ------------------------------------ | ------------------------------------ | ------------------------------------ |
| Positie:                             | 42                                   | 31                                   | 26                                   | 23                                   | 27                                   | 37                                   | uit                                  |